# Konformita
Konformita nebo konformismus (z lat. con-formis, shodného tvaru, podoby) je přizpůsobení se převažujícím či dominantním názorům, požadavkům, normám skupiny či společnosti, v níž člověk žije, a potlačení projevů vlastních. Tento pojem poprvé zmínil ve svém článku A. Jenness. Někteří autoři se shodují na tom, že určitá míra konformity je jedním z logických důsledků socializace a je podmínkou pro bezkonfliktní fungování společnosti. Nadměrná konformita ovšem vede k potlačení vlastní individuality, k povrchnímu přijímání společenských rolí, případně k nezodpovědnosti. Bývá například spojována s byrokracií.
Opakem konformity je antikonformita, záměrné vystupování proti normám společnosti, které se může jevit jako zásadovost, ale i nepružnost, nepřizpůsobivost, a které může přerůst až v revoltu. Objevuje se nejčastěji u mladých lidí, připisuje se někdy umělcům (bohémům), výjimečným i marginálním osobnostem. Silný antikonformismus může přerůst až v deviantní chování.
Střed mezi konformitou a antikonformitou tvoří nonkonformita.
Člověk jedná s ohledem na normy své společnosti, ale podle vlastního rozumu. Vše si řádně rozmyslí, ohlíží se na důsledky svého jednání, bere v potaz několik úhlů pohledu.

## Výzkum sociální konformity
- Sherifův experiment (1936)

Muzafer Sherif zkoumal, kolik lidí by změnilo jejich názory, aby byly v souladu se stanoviskem skupiny. V jeho experimentu, účastníci byli umístěni do temné místnosti a měli za úkol sledovat světelný bod ve vzdálenosti 4,5 m. Účastníci poté odhadovali, o jakou vzdálenost se tečka pohnula. Ve skutečnosti se světelná tečka nepohnula, dojem z pohybu byl způsoben vizuální iluzí známou jako autokinetic effect. Nejdříve se odhady lidí lišily, ale postupně se lidé začali shodovat a přiklánět k většinovým názorům. Podle Sherifa se jednalo o simulaci, jak se ve společnosti vyvíjí sociální normy, které poskytují společné referenční rámce.
V dalším experimentu účastníci plnili úlohu očitého svědka a měli z několika podezřelých lidí určit viníka. Nejdříve jim byli podezřelí ukazováni po jednom a poté všichni dohromady. Pro ztížení dostali účastníci na identifikaci pachatele limit 1 sekundu. Jedné skupině bylo řečeno, že jejich odpověď je velmi důležitá a bude použita v soudním procesu. Pro ostatní to byl jen výzkum. Větší motivace první skupiny k vyřčení správné odpovědi zapříčinila až 51% konformitu, zatímco v druhé skupině se shodlo pouhých 35% uchazečů.
- Aschův experiment (1951)

Solomon Asch v roce 1951 zkoumal vliv tlaku skupiny na odpovědi jedince týkajících se zcela zřejmé otázky. 74% účastníků testu podlehlo konformnímu jednání a odpovědělo očividně chybně.
- Milgramův experiment (1963)

Šokující výsledky přinesl experiment Stanleyho Milgrama, který zkoumal poslušnost lidí vůči autoritě. Odhalil, že velká část lidí zachová poslušnost vůči autoritě, i když je to v konfliktu s jejich svědomím.

## Příčiny
Častým důvodem konformního chování lidí je, že se takové chování vyplácí.  Psychologické vysvětlení vychází z konstrukce následujících psychologických potřeb či motivů. Potřebou je rozuměn určitý „nedostatek“, který lidé chtějí naplnit, motivem je pak důvod, smysl a původ jednání.
- Potřeba být oblíben

Lidé chtějí být oblíbenými členy skupiny, někam zapadnout. Kvůli tomu přizpůsobují své chování očekáváním ostatních členů skupiny. Nejčastěji toho dosahují aplikováním vzorců chování, které se buď naučili v dětství, nebo je odpozorovali od svých vzorů. Nejvlivnějšími faktory jsou nejčastěji rodina, potažmo prostředí, ve kterém vyrůstali. Motivy potřeby být oblíben se velmi liší, záleží na nastavení vnitřních hodnot jedince. Motivem jednoho může být například ekonomický zisk, motivem jiného může být blaho společnosti. U dítěte může fungovat tzv. „morálka hodného dítěte“, kdy dítě jedná tak, jak se od hodného dítěte očekává. Konformita spočívá v osvojení si toho, co za správné považují ostatní.
- Potřeba mít pravdu

Na základě prožitých situací lidé přiřazují objektům určitou hodnotu: jeví se jim v určité míře jako žádoucí nebo nežádoucí, dobré nebo špatné, užitečné nebo neužitečné, morální či nemorální, důležité či zbytečné, krásné či ošklivé, pravdivé či nepravdivé… Skupina má přitom na ně informační vliv. Pokud si členové skupiny nejsou něčím jisti, nebo mají odlišný názor, mají pak sklony ke konformnímu chování. Za pravdu je tak považováno často opakované přesvědčení a tvrzení skupiny. To sice bývá často pravdivé, ale nemusí to být pravidlem. Zvláště u menších skupin, např. rodin může docházet k dezinformacím, jež jsou způsobeny rodiči a přenášeny na děti. Pro děti jsou rodiče přirozeným vzorem a tím, že si informace od rodičů zpravidla neověřují, mohou si internalizovat dezinformace.

## Podoba konformity

### Typy
H. Kelman rozlišuje 3 základní typy konformity:
- Vyhovění

Je typem vnějšího přizpůsobení, které je pouze dočasné. „S vyhověním se setkáváme v běžném životě například v situacích, kdy vyjdeme někomu vstříc. Příklad: Situace na silnici: řidič zpomalí na požadovanou rychlost, třebaže by jel dle svého úsudku a zvyku jinak. Přizpůsobí se proto, že to dělají i ostatní řidiči očekávajíce policejní kontrolu. Po určité době ale opět zrychlí.
- Akceptace

Je vnitřní přijetí, podle kterého se člověk bude řídit už napořád. Příklad: Řidič jezdící stále nepřiměřenou rychlostí se na základě podnětu z okolí, vlivu rodiny či dopravní nehody změní a začne jezdit opatrněji. Tato změna je trvalá a vnitřně přijatá. Řidič „souhlasí, že názor většiny je správnější.“
- Identifikace

Člověk se ztotožňuje s nějakým vzorem a jedná podle něho. Příklad: „Změníme své názory či stanoviska, abychom se podobali nějaké jiné osobě, kterou respektujeme či obdivujeme.“

### Projevy
Prvním projevem konformity je poslušnost. Tato forma je považována za nejpovrchnější. Jinými slovy člověk nemusí změnit své přesvědčení, názory, ale pouze své chování. Jejími nejčastějšími důvody je odměna či hrozba trestu. Doba trvání této proměny je tedy velmi silně ovlivněna tím, jak dlouho je přislíbena odměna či hrozí trest. Slaměník (2009) chápe poslušnost jako změnu chování vyvolanou přímým příkazem nebo nařízením. V krajním případě se jedná o požadavek, který je v rozporu s morálními zásadami jednice, tehdy je to velmi nepříjemné. „Přesto, že poslušnost je většinou jednoznačně odsuzovaným jevem, i ona má svou roli ve fungování společnosti.“ Slaměník (2009) jako příklad uvádí příkazy policie či armády v situacích živelních pohrom, ohrožení životů a majetku při hrozbě teroristických útoků apod.
Dalším projevem je vyhovění. To se může odehrávat na vědomé či nevědomé úrovni. Slaměník (2009) vyhovění chápe jako přímý požadavek jiné osoby, resp. přání jiného člověka v naději, že mu bude vyhověno. Vyhovění je něco mezi akceptací a poslušností, tedy „provází konflikt mezi tím, co člověk chce a nechce, ale v mírnější podobě, a proto je vyhovění označováno za vnější, povrchní konformitu.“ K vědomému ztotožnění nejčastěji dochází například pokud nám daná osoba přijde vtipná, milá, a to se může silně projevit na našem chování. To nevědomé může probíhat například pozorováním rodičů, ke kterým máme většinou už od dětství velmi silný vztah. Tedy jde o identifikaci na základě statusu: „dítě napodobuje role rodičů, protože touží mít jejich kompetenci, být jako jsou oni, způsobilí a mocní“ Jako další příklad nám mohou sloužit každodenní situace běžného života, jako je „přeparkování auta, protože soused bude stěhovat rozměrnější předměty a více místa mu to usnadní, koupě zboží nabízené podomním prodavačem, přispění nadační částkou na nějaký fond apod.“
Posledním a také nejsilnějším projevem konformity je akceptace. Jedná se o úplné ztotožnění s naším vzorem či se skupinou. „Člověk začne myslet a jednat v souladu se skupinou, aniž by pociťoval rozpor se svým přesvědčením.“ Jde tedy o propojení našeho chování v souladu s našimi vnitřními hodnotami. Toto propojení je tedy vzhledem k provázanosti s naším vnitřním přesvědčením poměrně trvalé. 
„Podle Freuda vstřebávání rodičovských příkazů a zákazů dítětem, vede k vytvoření super-ega, jeho osobní morálky. Toto super-ego reprezentuje strukturu norem a stává se „instancí řídící chování v souladu s těmito normami“ (Staub)“

### Faktory ovlivňující konformitu
- Velikost skupiny – V zásadě platí, že čím větší skupina, tím se konformita zvětšuje, ale v Aschově experimentu bylo zjištěno, že konformita dosahuje svého maxima u skupin s počtem 4 – 5 členů a dále se již nezvětšuje. Latané (1981) tento faktor vysvětluje tak, že čím větší síle je člověk vystaven, tím spíše bude jeho chování konformní s touto silou.[16]

- Složení skupiny – Konformita se také odvíjí od složení skupiny. Pokud se jedinec nachází ve skupině odborníků na dané téma, je pravděpodobné, že se přizpůsobí jejich názoru. A naopak, pokud je zkoumaný jedinec odborníkem a nachází se mezi laiky, míra jeho konformnosti klesá.

- Jednomyslnost skupinového souhlasu – Pokud se nachází ve skupině jedinec, který se nezkonformuje a nenechá se ovlivnit názorem většiny, moc většiny bude výrazně oslabena a zvýší se šance i pro ostatní, že budou následovat nezkonformovaného jedince., „pouhá skutečnost, že někdo další s většinou nesouhlasí, člověku indikuje, že vyřešení problému není úplně samozřejmé, že je prostor pro pochyby a že se většina přece jen může mýlit“.[17]

Příklad: Skupina domluvených lidí byla požádána, aby odpovídala na dané otázky špatně. Zbytek několika testovaných i přes svou znalost správné odpovědi taktéž odpověděl špatně – zkonformoval se. Stačil však jeden člověk, který nesouhlasil a přidali se i další
- Autorita skupiny – Čím větší autoritu pociťuje jedinec ke zbytku skupiny, tím konformnější bude jeho chování. Na rozdíl od faktoru složení skupiny, se nebude jeho rozhodnutí odvíjet od informovanosti skupiny, ale spíš podle jeho vztahu ke skupin.[18]

Příklad: Partnerka přivede svého přítele poprvé do rodiny a ten, aby udělal co nejlepší dojem, bude se chovat co nejlépe.
- Veřejný závazek – Pokud lidé musejí svůj závazek stvrdit před skupinou a veřejně, jsou více konformní (větší jistota splnění), pakliže ale nemusí, nejsou tolik vázáni svým závazkem a mnohdy svůj slib nemusí dodržet.

- Věk – Studie dokázaly, že se konformita odvíjí i od věku, přičemž menší děti mají tendenci se víc přizpůsobovat ostatním a s nabývajícím věkem se úroveň konformity snižuje.
- Národnost – I národnost je faktorem konformního jednání. Existují národy, pro které je typický individualismus, kde bude konformita nižší a naopak národy, které projevují vyšší míru kolektivismu bude konformita vyšší.[19]

- Pohlaví – Podle průzkumů se liší konformita mezi muži a ženami, přičemž ženy mají tendenci být více konformní než muži. Příčinou může být postavení žen ve společnosti, kdy jsou ženy vychovávány tak, aby byly poslušné a naopak muži více nezávislí.[17]
- Důležitost úkolu – Pokud bylo testovacím subjektům řečeno, že je jejich rozhodnutí velmi důležité, klesla míra konformity.[13] A pokud si mysleli, že je to pouze výzkum a jejich odpověď není důležitá, spíše podlehli vlivu ostatních.

- Možnost sankcí za nekonformitu
- Velikost rozporu uvnitř skupiny
- Obtížnost úkolu

## Důsledky
V úzké skupině lidí představuje konformita způsob, jímž se lze chránit před vnějšími negativními vlivy. Vede k urychlení procesu konfirmace a tím lze například urychlit proces vytváření zákonů. Lze tedy pozorovat, že díky konformismu existují samotné normy, které jsou zpětně konformitou validovány. Můžeme tedy tvrdit, že konformismus přispívá k nastolení sociálních norem a pořádku ve společnosti.
Na druhou stranu konformita ve společnosti způsobuje i vyšší pravděpodobnost nemorálního jednání. Za 2. světové války se např. zjistilo, že německé vojenské jednotky byly díky konformnímu následování rozkazů schopny páchat zločiny proti lidskosti, zatímco voják jako jedinec se od takového jednání distancoval. Přílišná konformita tak může ničit schopnost rozlišování kvality informací a nekritické následování způsobuje mělkou analýzu okolního světa, čímž jedince vystavuje nebezpečí rozhodnutí na základě přejatých postojů či informací. To lze demonstrovat i Aschovým experimentem.

## Související fenomény

### Deindividualizace
Deindividualizace vyjadřuje ztrátu individuality. Posiluje konformismus a jedinci se přestávají vnímat jako jedinci a stávají se anonymními osobami. Tato anonymita může být podpořena maskováním, nebo jednotným oblečením, jako například u Ku-Klux-Klanu.
Deindividualizace společně s anonymitou má negativní důsledky na společnost a její jedince, protože deindividualizovaní jedinci mají tendenci k prolomování norem a k přenášení zodpovědnosti na jiné. Proto se v anonymních prostředích (například: velkoměsta, karnevaly v maskách, …) u jedinců zvyšuje pohotovost k agresivnímu a antisociálnímu jednání.
Philip Zimbardo se intenzivně zabýval deindividualizací a v roce 1983 provedl experiment se skupinou studentek, kde se ukázalo, že při navození anonymního prostředí studentky udělovaly dvakrát více elektrošoků, než individualizované.

### Nekonformnost
Nekonformnost je opak konformity a jedná se o projev nezávislosti v názoru a jednání. Nekonformní jedinec může vystupovat proti názoru ostatních a zpravidla si stojí za svým názorem, ať už má pravdu nebo ne a je pro něj důležité, že se nachází v opozici. Rozdíl mezi nezávislým a nekonformním jedincem je, že nezávislý jedinec si vyslechne názor ostatních a je schopen přijmout názor, který vyhodnotí jako správný.

### Menšinový vliv
Přestože konformita obvykle vede jednotlivce k tomu, aby mysleli a konali jako skupina, jednotlivci jen příležitostně zvrátí tuto tendenci a snaží se v menšině ovlivnit okolí. Tento jev je známý jako menšinový vliv, speciální případ informačního vlivu. Menšinový vliv je více pravděpodobný v případě, že lidé umí zaujmout jasné a konzistentní stanovisko z jejich úhlu pohledu. Pokud je menšina nekonzistentní a vykazuje známky nejistoty, šance na ovlivnění ostatních je malá. Avšak menšina, která předloží silné a přesvědčivé argumenty nebo fakta zvyšuje pravděpodobnost změny přesvědčení a chování většiny. Členové menšiny, kteří jsou vnímáni jako experti, mají větší šanci na úspěch. Jako příklad nám může sloužit jednání školní rady o výzdobě školy. Předpokládejme, že z deseti učitelů jsou dva učitelé výtvarné výchovy. Tito mohou, vzhledem ke svému vzdělání, přesvědčit ostatní členy skupiny o tom jakou zvolit dekoraci, a tak ovlivní i ostatní členy skupiny, kteří pro jejich návrhy mohou hlasovat.
Další forma menšinového vlivu může v některých případech převážit konformismus a vést k nezdravé dynamice skupiny. Průzkum americké University of Washington z roku 2007 zjistil, že jeden narušitel skupinové dynamiky může podstatně zvýšit množství konfliktů a snížit kvalitu týmové spolupráce. Narušitelé často vytvářejí negativní emocionální prostředí, které ruší zdravé fungovaní skupiny. Takovým případům se lze vyhnout pečlivým výběrovým řízením nebo narušitele přidělit na pozice, které vyžadují méně sociální interakce.